# Overstroming van de Maas (1926)

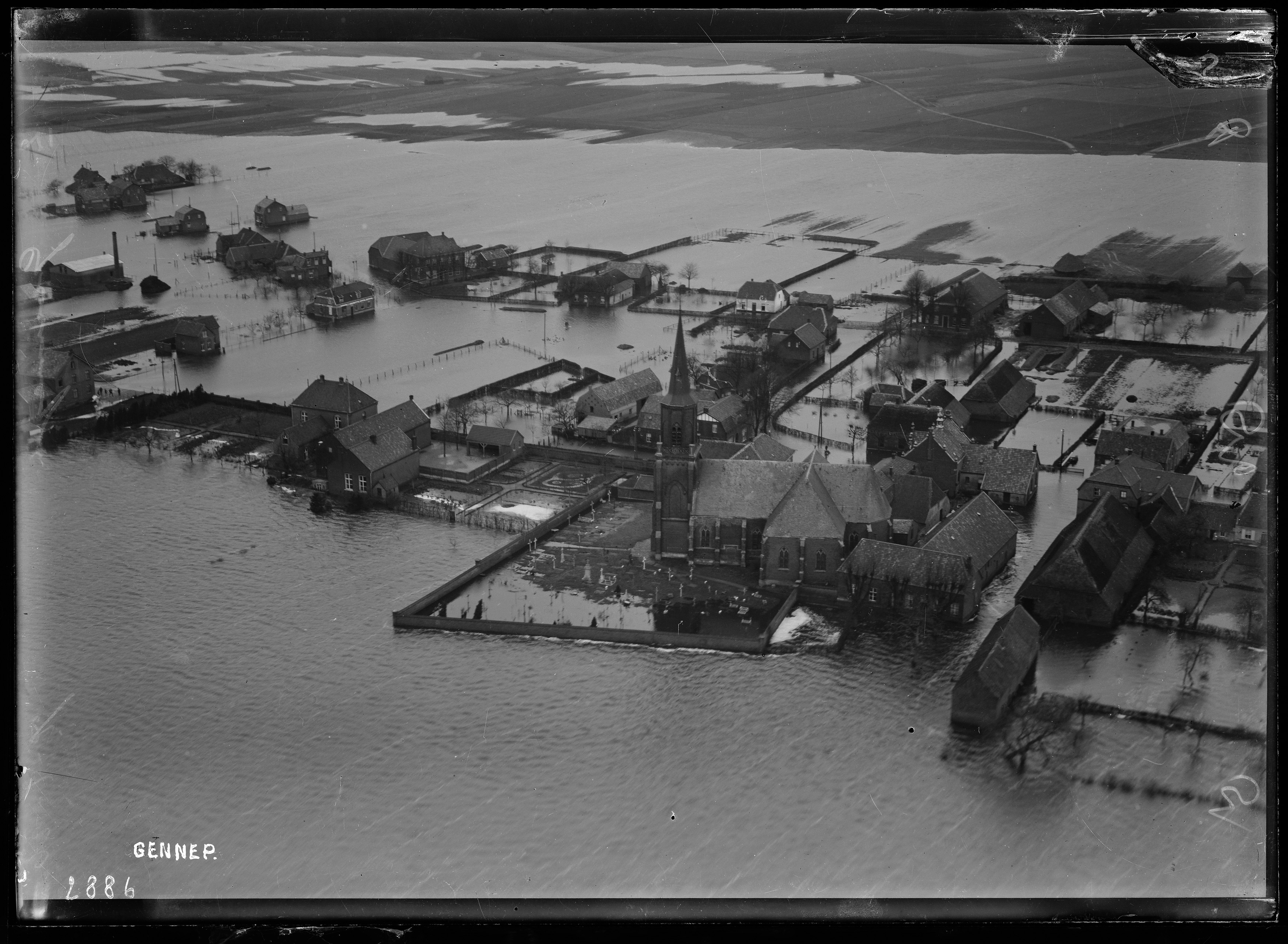
Overstroming van Ottersum in 1926

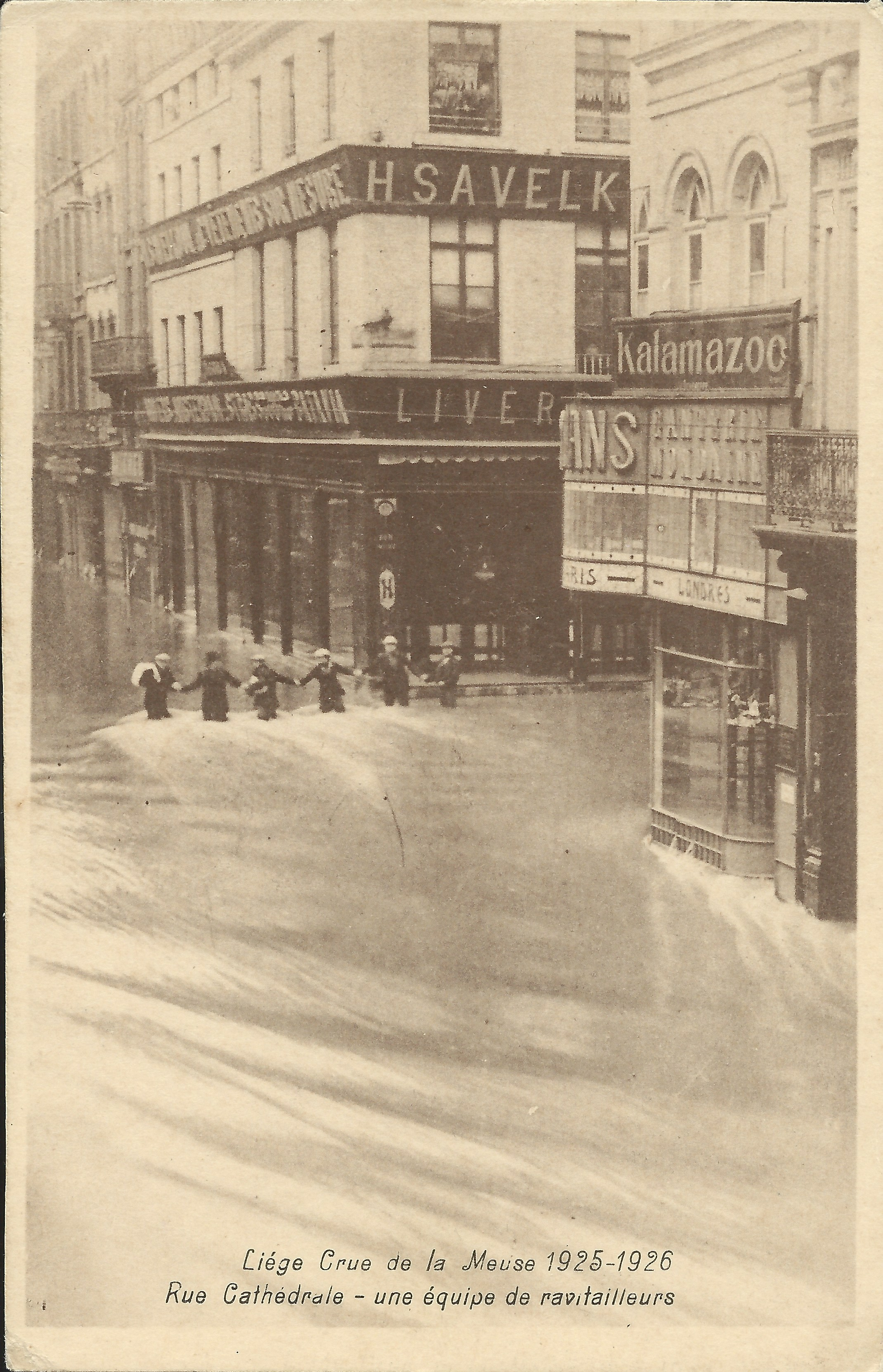
Overstroming van Luik in 1926

De overstroming van de Maas in 1926 was een gevolg van hoge waterstanden in de rivier de Maas en haar zijrivieren in Nederland, België en Frankrijk. In Nederland was dit in termen van schade een van de meest catastrofale overstromingen van de 20e eeuw in de Maasvallei. In de provincies Limburg, Noord-Brabant en Gelderland werden gebieden overstroomd.

## Oorzaak
Overvloedige regens vanaf 19 december 1925, in combinatie met het smeltwater van de sneeuw die sinds eind november van dat jaar was gevallen, leidden tot uitzonderlijk hoge waterstanden in de rivieren. In de ochtend van 1 januari 1926 brak in Nederland de Maasdijk bij Overasselt en Nederasselt waardoor het Land van Maas en Waal overstroomde. In de dagen daarna kregen grote delen van het rivierengebied met het water te kampen. Onder andere Nederasselt, Overasselt, Balgoy, Hernen, Leur en Bergharen kwamen onder water te staan.

## Schade
Door het binnenstromende water en ijs werden 3.000 huizen beschadigd of verwoest. De schade bedroeg 10 miljoen gulden. Op 3 januari werd de uitzending van de Hilversumsche Draadlooze Omroep onderbroken voor een oproep om hulp. Het was de laatste grote watersnoodramp in het rivierengebied. Er werden ansichtkaarten met afbeeldingen van de overstromingen uitgegeven waarvan de opbrengst bedoeld was voor slachtoffers van de ramp.

## Afbeeldingen

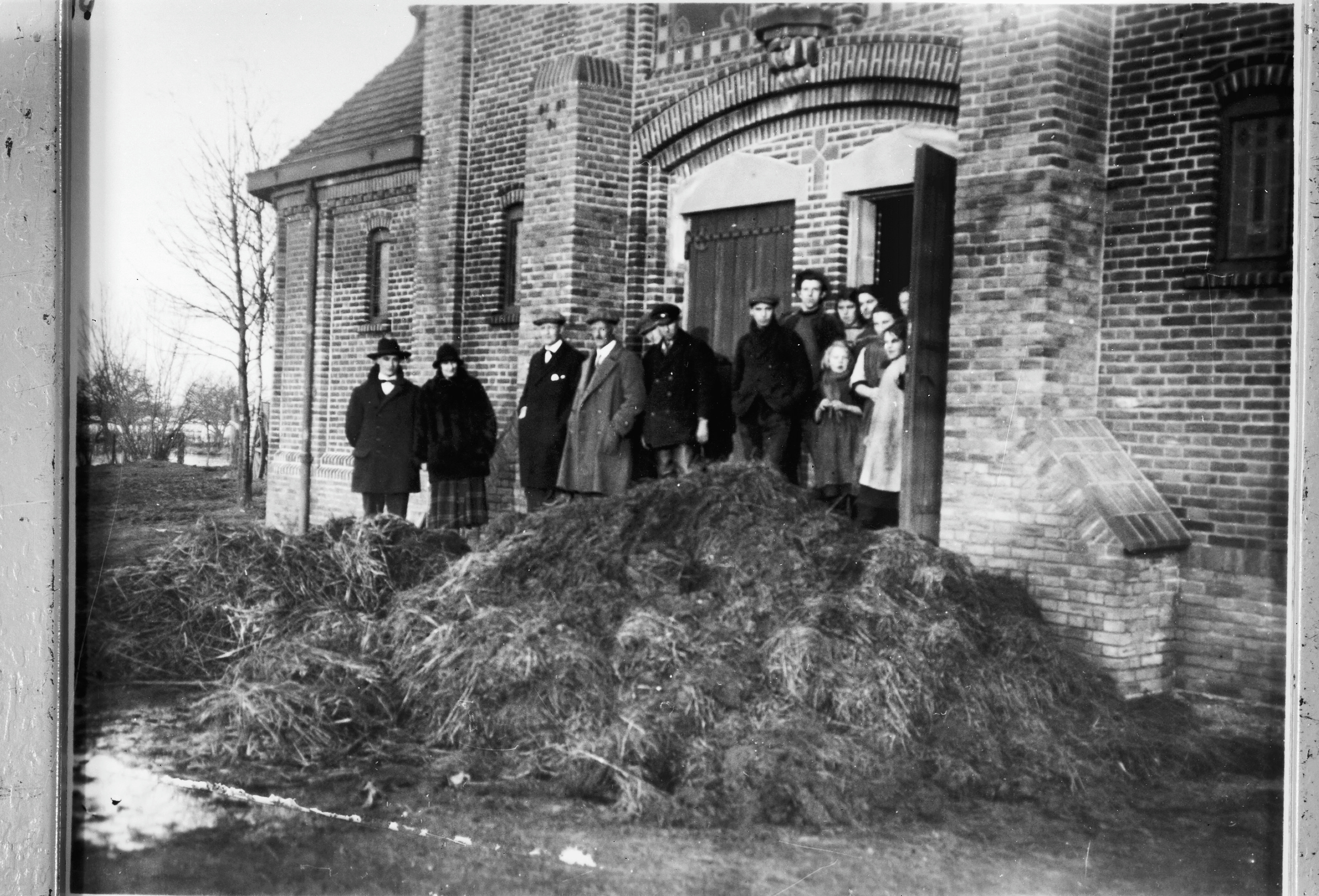
Mensen bij de toren in Balgoy tijdens de watersnood
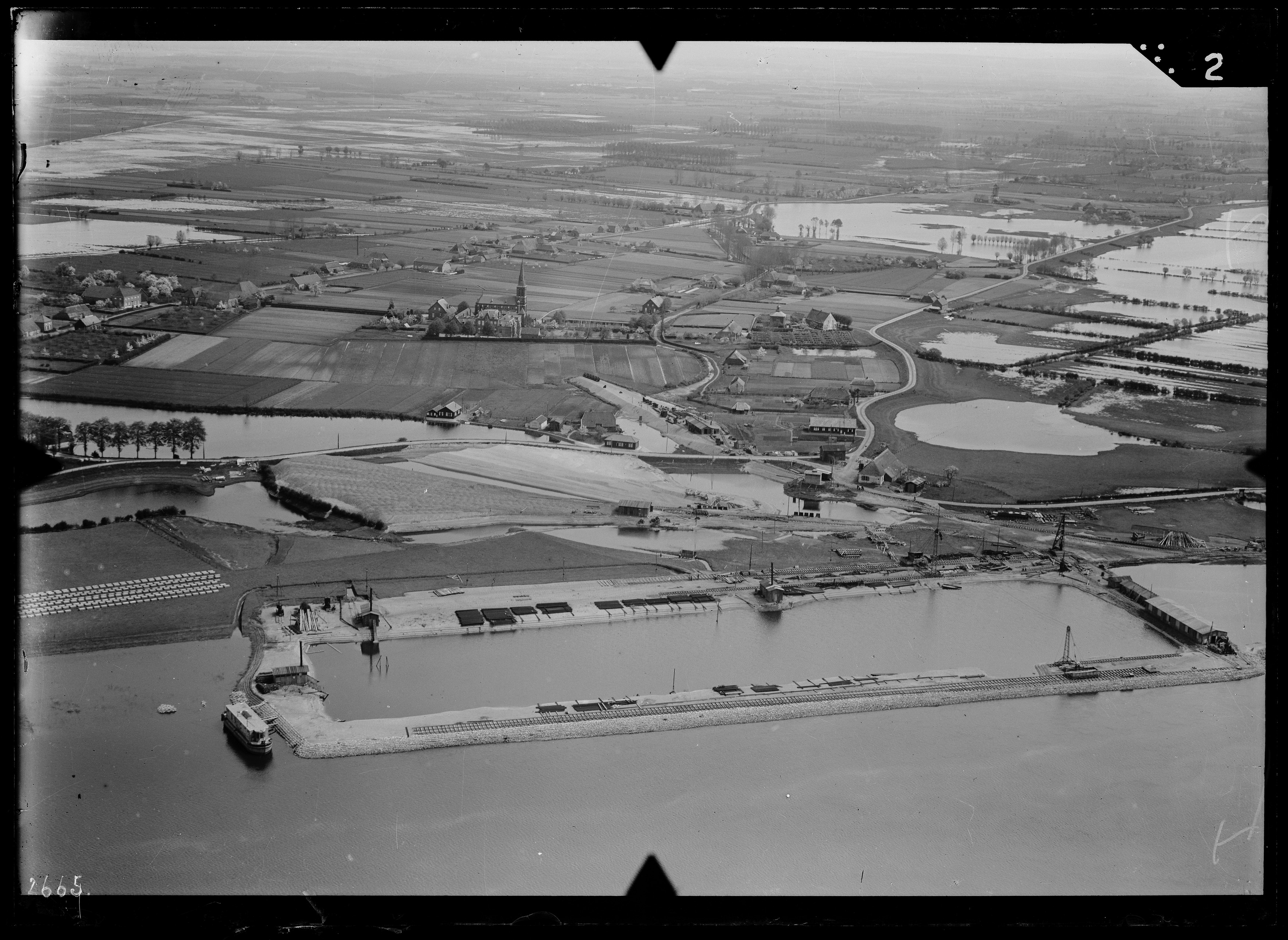
Overstroming van Nederasselt
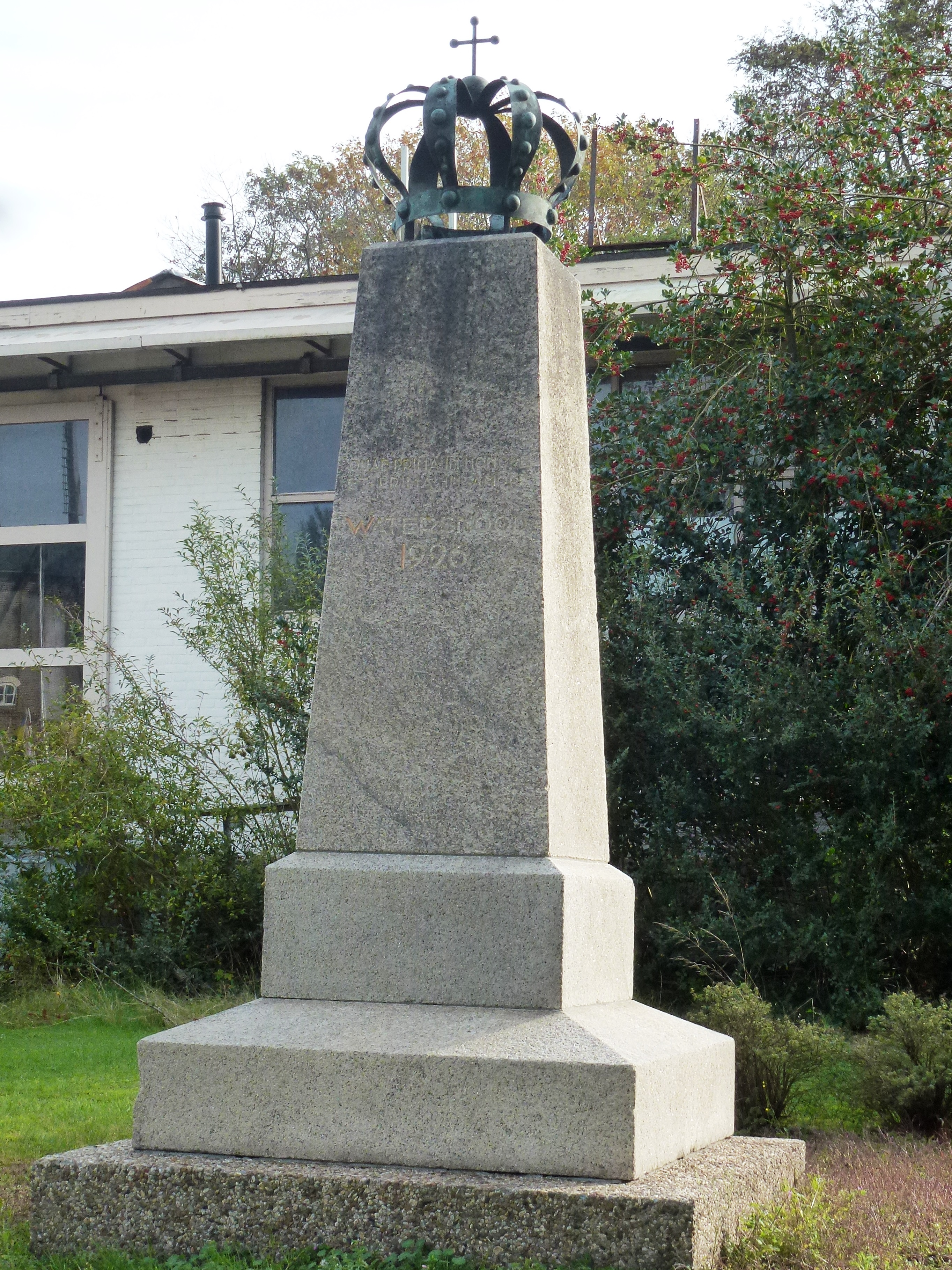
Monument watersnood 1926 in Alverna
- Bioscoopjournaal uit 1926 over collecte ten bate van de slachtoffers.